# Lycaena tartarus
Lycaena tartarus är en fjärilsart som beskrevs av Otto Staudinger 1895. Lycaena tartarus ingår i släktet Lycaena och familjen juvelvingar. Inga underarter finns listade i Catalogue of Life.